# Rudy A Message to You
Rudy A Message To You is een lied uit 1967 van de Jamaicaanse zanger Dandy Livingstone in het rocksteady-genre. De tekst is een waarschuwing aan het adres van de rudeboys (zoals 'rudies' voluit heten) om te stoppen met rondhangen en wat met hun leven te gaan doen voordat ze in de gevangenis belanden.

## Versie van The Specials
In 1979 verscheen "A Message To You, Rudy", de versie van Britse skaband The Specials; het was de tweede single van hun gelijknamige debuutalbum met Nite Klub als dubbele A-kant waaraan Pretenders-zangeres Chrissie Hynde haar medewerking verleende. Elvis Costello tekende voor de productie. In de bijbehorende videoclip maakten trompettist Dick Cuthell en trombonist Rico Rodriguez hun opwachting als tour-blazers van de band. Rodriguez (1934–2015) heeft ook meegespeeld op het origineel. Ter promotie verschenen The Specials in het muziekprogramma The Old Grey Whistle Test. A Message to You Rudy haalde nog net de Britse top 10 en de 22e plaats in de Nederlandse Top 40.

## Andere uitvoeringen
Het lied werd onder meer gecoverd door de volgende artiesten:
- Madness; met wie The Specials en The Selecter in oktober–november 1979 door Engeland toerden.
- Judge Dread; op het album Reggae and Ska uit 1980.
- The Pogues; tijdens hun videoconcert Live at The Town & Country Club uit 1988 met Specials-gitarist/zanger Lynval Golding.
- Los Fabulosos Cadillacs; op hun album El Satanico Dr. Cadillac uit 1989.
- Sublime; aan het eind van D.J.'s, de afsluiter van hun debuutalbum 40oz. to Freedom.
- De Canadese punkband Propagandhi gebruikte de melodie en een deel van de tekst in Ska Sucks van hun album How to Clean Everything uit 1993.
- De Australische skaband Allniters; op het tribute-album Spare Shells uit 2000.
- Joe Strummer & The Mescaleros; als bonustrack op het postume album Streetcore uit 2003.
- Amy Winehouse; tijdens haar Back to Black-tournee als onderdeel van een blokje met skanummers die door The Specials zijn geschreven dan wel gepopulariseerd.
- Pete Doherty; in 2009 tijdens zijn soloconcert op Eurockéennes.
- De Britse hiphopgroep Bogus MC's; als onofficieel WK-lied in 2010 onder de titel A Message to You, Rooney.
- De voetballers van Crawley Town FC zongen hetzelfde (of "a message to you, Fergie") in hun gezamenlijke cover met muzikant Mike Dobie; dit vooruitlopend op de wedstrijd tegen Manchester United.
- De Houstonse soulband The Suffers speelde het als incidentele live-cover; Lynval Golding, die in de jaren negentig naar de VS verhuisde, verzorgde andermaal een gastoptreden tijdens een concert in zijn woonplaats Seattle. Golding noemde frontvrouw Kam Franklin de beste zangeres na het overlijden van Amy Winehouse.

## Gebruik in de media
- Sinds 1991 is het in Oostenrijkse reclamespots te horen voor 'Brieflos', zoals krasloten daar worden genoemd. "A message to you Rudy" is in sommige versies aangepast tot "a brieflos for you and me".
- In 2019 was het te horen in de sciencefictionfilm Vivarium.

## NPO Radio 2 Top 2000
| Nummer met noteringen in de NPO Radio 2 Top 2000 | '00  | '01  | '02 | '03  | '04  | '05  | '06-'09 | '10  | '11  | '12  | '13  | '14  |
| ------------------------------------------------ | ---- | ---- | --- | ---- | ---- | ---- | ------- | ---- | ---- | ---- | ---- | ---- |
| A Message to You, Rudy                           | 1650 | 1560 | -   | 1564 | 1003 | 1897 | -       | 1884 | 1874 | 1186 | 1494 | 1584 |

1. ↑  Een '-' betekent dat het nummer niet was genoteerd en een vetgedrukt getal geeft de hoogste notering aan.
2. ↑  2000 was het eerste jaar met een notering voor dit nummer.
3. ↑  Deze tabel is bijgewerkt tot en met de laatste editie (2024).